# Esquadrão N.º 114 da RAF

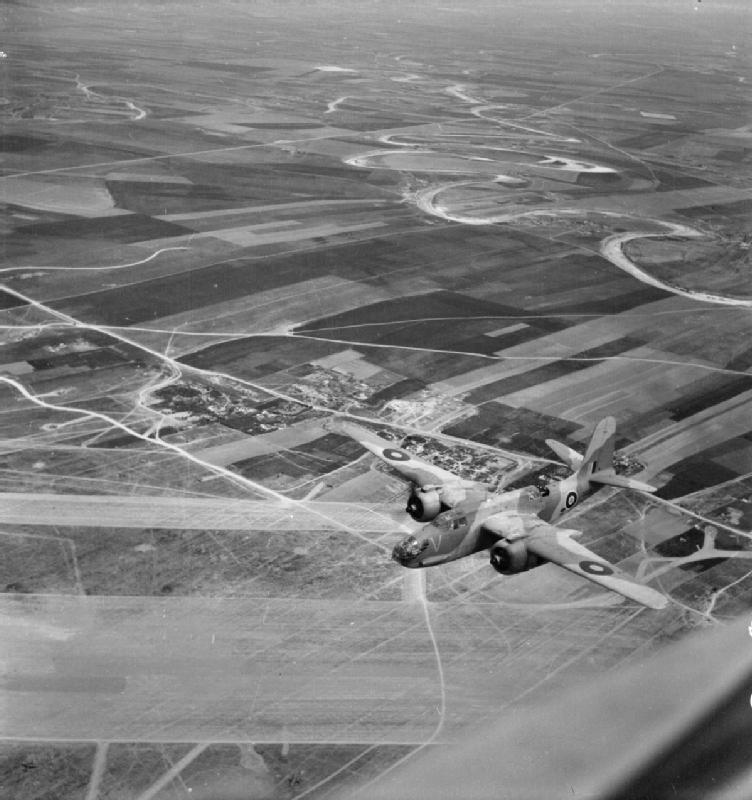
Foto em preto e branco de um dos aviões do Esquadrão N.⁰ 114 da RAF

O Esquadrão N.º 114 da RAF foi um esquadrão da Real Força Aérea. Foi criado na Índia durante a Primeira Guerra Mundial. Dissolvido no final da guerra, voltou a ser formado em 1936 e, durante a Segunda Guerra Mundial, foi uma unidade de bombardeiros leves. Dissolvido novamente no pós-guerra, voltou a ser criado durante a Guerra Fria para servir como esquadrão de transporte aéreo. Desde 1971 que o esquadrão não voltou a ser activado.